# Marcel Witeczek
Marcel Witeczek (ur. 18 października 1968 w Tychach) – piłkarz niemiecki polskiego pochodzenia, grający na pozycji ofensywnego pomocnika.

## Kariera klubowa
Witeczek urodził się w Tychach, ale w młodym wieku wyemigrował do Niemiec. Karierę piłkarską rozpoczął w amatorskim klubie SV Post Oberhausen, a następnie podjął treningi w juniorskiej drużynie Bayeru Uerdingen. W 1986 roku był już w kadrze pierwszej drużyny, a 8 sierpnia zadebiutował w Bundeslidze w wygranym 2:0 wyjazdowym spotkaniu z FC Homburg. W ataku Uerdingen grywał z takimi zawodnikami, jak Oliver Bierhoff, Stefan Kuntz czy Brian Laudrup. W klubie tym spędził 6 sezonów i nie osiągając większych sukcesów wystąpił w 142 meczach i zdobył 22 gole.
Latem 1991 roku Witeczek odszedł do 1. FC Kaiserslautern. Swój pierwszy mecz dla tego klubu rozegrał 3 sierpnia przeciwko Dynamu Drezno. W Kaiserslautern został przemianowany z napastnika na pomocnika, a w sezonie 1992/1993 z 10 golami był najlepszym strzelcem drużyny. Sezon ten był ostatnim dla Marcela w barwach 1. FCK.
W 1993 roku Witeczek ponownie zmienił barwy klubowe i został piłkarzem Bayernu Monachium. W nowym zespole po raz pierwszy wystąpił 7 sierpnia, a Bayern wygrał wówczas 3:1 z SC Freiburg. Już w swoim pierwszym sezonie spędzonym w klubie z Bawarii wywalczył tytuł mistrza Niemiec. Kolejne sukcesy z tym klubem osiągnął w 1996 roku. Został wicemistrzem kraju oraz dotarł do finału Pucharu UEFA. Wystąpił w nim w obu meczach, wygranych 2:0 i 3:1 z francuskim Girondins Bordeaux. Natomiast w 1997 roku po raz drugi w karierze został mistrzem kraju. W klubie z Monachium przez cztery sezony rozegrał 97 ligowych meczów, w których uzyskał 9 trafień.
Kolejnym klubem w karierze Witeczka była Borussia Mönchengladbach, do której trafił latem 1997. 3 sierpnia zadebiutował w lidze w zremisowanym 2:2 spotkaniu z Hamburger SV. W 1999 roku spadł jednak z Borussią z pierwszej ligi i w 2. Bundeslidze spędził dwa lata. W latach 2001–2003 ponownie występował w pierwszej lidze niemieckiej, a następnie odszedł do SG Wattenscheid 09 z Regionalligi. Rok później spadł z nim do Oberligi. W sezonie 2006/2007 występował w amatorskim FC Albstadt. Karierę zakończył w wieku 39 lat.
| Sezon   | Klub                     | Kraj   | Rozgrywki     | Mecze | Bramki |
| ------- | ------------------------ | ------ | ------------- | ----- | ------ |
| 1986/87 | Bayer Uerdingen          | Niemcy | Bundesliga    | 20    | 3      |
| 1987/88 | Bayer Uerdingen          | Niemcy | Bundesliga    | 29    | 3      |
| 1988/89 | Bayer Uerdingen          | Niemcy | Bundesliga    | 30    | 4      |
| 1989/90 | Bayer Uerdingen          | Niemcy | Bundesliga    | 32    | 7      |
| 1990/91 | Bayer Uerdingen          | Niemcy | Bundesliga    | 31    | 5      |
| 1991/92 | 1. FC Kaiserslautern     | Niemcy | Bundesliga    | 36    | 5      |
| 1992/93 | 1. FC Kaiserslautern     | Niemcy | Bundesliga    | 32    | 10     |
| 1993/94 | Bayern Monachium         | Niemcy | Bundesliga    | 27    | 3      |
| 1994/95 | Bayern Monachium         | Niemcy | Bundesliga    | 22    | 3      |
| 1995/96 | Bayern Monachium         | Niemcy | Bundesliga    | 20    | 0      |
| 1996/97 | Bayern Monachium         | Niemcy | Bundesliga    | 28    | 3      |
| 1997/98 | Borussia Mönchengladbach | Niemcy | Bundesliga    | 31    | 1      |
| 1998/99 | Borussia Mönchengladbach | Niemcy | Bundesliga    | 31    | 2      |
| 1999/00 | Borussia Mönchengladbach | Niemcy | 2. Bundesliga | 34    | 6      |
| 2000/01 | Borussia Mönchengladbach | Niemcy | 2. Bundesliga | 30    | 3      |
| 2001/02 | Borussia Mönchengladbach | Niemcy | Bundesliga    | 24    | 1      |
| 2002/03 | Borussia Mönchengladbach | Niemcy | Bundesliga    | 17    | 0      |
| 2003/04 | SG Wattenscheid 09       | Niemcy | Regionalliga  | 29    | 3      |
| 2004/05 | SG Wattenscheid 09       | Niemcy | Oberliga      | ?     | ?      |

## Kariera reprezentacyjna
W 1985 roku Witeczek wystąpił wraz z reprezentacją RFN U-16 na Mistrzostwach Świata U-16. Z Niemcami dotarł do finału i wywalczył wicemistrzostwo świata, z 8 golami na koncie został królem strzelców tego turnieju. Natomiast w 1987 roku został wicemistrzem świata z kadrą U-20. Zdobył 7 goli i był najlepszym strzelcem Mistrzostw Świata. Pomimo sukcesów w kadrach młodzieżowych nigdy nie zadebiutował w pierwszej reprezentacji RFN.